# Leslie Claudius
Leslie Walter Claudius, född 25 mars 1927 i Bilaspur, död 20 december 2012 i Calcutta, var en indisk landhockeyspelare.
Claudius blev olympisk guldmedaljör i landhockey vid sommarspelen 1948 i London.